# Vlad Danale
Vlad Andrei Danale (sinh ngày 28 tháng 1 năm 1998) là một cầu thủ bóng đá người România thi đấu cho CSM Politehnica Iași ở vị trí tiền đạo.